# جون كيز
جون كيز (بالإنجليزية: John Keys)‏ هو عازف الأرغن بريطاني، ولد في 3 ديسمبر 1956.

## وصلات خارجية
- جون كيز على موقع ميوزك برينز (الإنجليزية)